# 傘松城
傘松城（からかさまつじょう）は、岐阜県飛騨市神岡町吉田、釜崎、寺林にまたがって築かれた日本の城。別名を吉田城と称する。北飛彈屈指の山城跡として昭和46年（1971年）9月14日に岐阜県から史跡に指定された。その後行われた発掘の成果により江馬氏城館跡を構成する遺跡の一つとして令和6年（2024年）2月21日に国の史跡に追加指定された。
高原郷を見下ろす比高500mの観音山山頂に築かれており、江馬氏の城郭のほとんどに連絡することができる。北側の尾根に堀切、南東の尾根に切岸を設けているほか、西側の尾根には横堀、竪堀、土塁、堀切を幾重にも巡らしており、この方面を厳重に警戒していたことがうかがえる構造となっている。
江馬氏後鑑録に左兵衛尉国家が居城としていたと記されており、これが神岡町薬師堂懸仏に永仁7年（1299年）で記載されている左兵衛尉藤原国家のことと推定されている。そのため、築城は鎌倉時代に遡る可能性があるが、その構造から遺構は16世紀のものと考えられている。天正年間に江馬氏の滅亡の際に落城したとみられる。